# Волькенштейн, Владимир Михайлович
Влади́мир Миха́йлович Волькенште́йн (3 [15] октября 1883, Санкт-Петербург, Российская империя — 30 ноября 1974, Москва, СССР) — русский поэт, драматург, театральный критик и сценарист.

## Биография
Родился в 1883 году в семье петербургских интеллигентов. Его отец — известный адвокат, присяжный поверенный Михаил Филиппович Волькенштейн (Моисей Фишелевич Волкенштейн; 1859—1934) — одноклассник Чехова, дружил с Шаляпиным, Короленко, Станюковичем, Гарин-Михайловским, Добужинским (последний был женат на двоюродной сестре М. В. Волькенштейна — Елизавете Осиповне Волькенштейн, 1874—1965); с 1895 года был владельцем и редактором журнала «Новое слово», затем директором «Общества подъездных и железнодорожных путей в России», после революции жил в Таллине. Дядя — присяжный поверенный Лев Филиппович Волкенштейн (Исаак-Лейб Фишелевич Волкенштейн; 1858—1935), также был гимназическим товарищем А. П. Чехова, состоял с ним в переписке и оставил о нём воспоминания, после революции жил во Франции. Родители расстались, когда он был ребёнком и в 1893 году отец вторично женился на Кларе Иосифовне Волькенштейн (1865—?).
Окончил училище Св. Анны (1901) и юридический факультет Императорского Санкт-Петербургского университета (1907). В 1903 году был на год исключён из университета за участие в студенческих волнениях. Этот год провёл в Гейдельбергском университете. По возвращении в Петербург занимался в семинаре академика А. С. Лаппо-Данилевского эстетикой, психологией и социологией. С 1903 года выступал в печати, как лирический поэт. С 1907 года выступал как литературный критик.
Член режиссёрской коллегии и Совета 1-й студии МХТ. Печатался в «Журнале для всех», «Современном мире», «Русской мысли», «Русском богатстве», «Слове» и др.
Профессор с 1923 года. Преподавал в институте им. В. Брюсова.
Умер 30 ноября 1974 года.

## Семья
- Первая жена (7 сентября 1907 — май 1909) — поэтесса София Парнок[4].
- Вторая жена — Мария Михайловна Волькенштейн, урождённая ? (1883—1961), преподаватель по классу фортепиано в Институте имени Гнесиных. 
  - Сын от второго брака — Михаил Владимирович Волькенштейн (1912—1992), физик.
- Третья жена — Мария Степановна Гамбарян (род. 1925), пианистка, профессор РАМ имени Гнесиных, заслуженная артистка Армянской ССР, заслуженная артистка РСФСР.
- Двоюродная сестра — публицист Ольга Акимовна Волькенштейн. Двоюродный брат — адвокат Фёдор Акимович Волькенштейн.
- Правнук — Михаил Владимирович Фишман, журналист-международник.

## Творчество

### Трагедии
- «Иоанн Грозный» (1908)
- «Калики перехожие» (1914)
- «Герод и Мириамна» (1916)
- «Паганини» (1920)
- «Ахер» (" Ахэр", " Ахур") (1922)
- «Далай-лама» (1926)
- «Спартак» (1923, пьеса поставлена 6 сентября 1923 в Московском театре Революции. Постановка В. М. Бебутова, художник В. А. Шестаков, музыка Н. Н. Попова[5])
- «Рустам и Сухроб» (1941)
- «Смерть Линкольна» (1966)
- «Папесса Иоанна», по неосуществённому замыслу трагедии А. С. Пушкина.

### Комедии
- «Маринка» (1918)
- «Опыт мистера Вебба» (1918, 1922)
- «Гусары и голуби» (1928)
- «Махновцы» (1930)

### Другое
- «Ведьма» (1915)

- «Чёрный рыцарь» (1922)
- «Маугли», инсценировка (1923)
- «Новый Прометей» (1960)